# John Dow Fisher Gilchrist
John Dow Fisher Gilchrist est un ichtyologiste sud-africain, né à Anstruther, en Écosse en 1866 et mort en 1926 au Cap, en Afrique du Sud.
Gilchrist obtient son diplôme de Philosophiæ doctor en 1894 à l'université d'Iéna en Allemagne. Il se rend peu après en Afrique du Sud où il occupe le premier poste de directeur de la Marine Biological Survey de 1896 à 1907. Fermée pour manque de fonds, l'institution reprend ses activités sous un nouveau nom en 1920 : les expéditions sont effectuées sur le baleinier à vapeur SS Pickle  prêté par l'amirauté.
Il a décrit de nombreux taxons de genres et d'espèces de poissons. Le Code international de nomenclature zoologique lui attribue l'abréviation Gilchrist.
Le genre Gilchristella de la famille Clupeidae a été nommé en son honneur par Henry Weed Fowler en 1935.

## Liste partielle des publications
- South African Zoology. A Text Book for the Use of Students, Teachers and Others in South Africa (Le Cap et Pretoria, 1912)
- The Freshwater Fishes of South Africa: Volume 11, Parts 5-6 of Annals of the South African Museum (Trustees of the South African Museum, 1913)
- Practical zoology for medical & junior students (E. & S. Livingstone, 1922)